# Малорибицька сільська рада
Малорибицька сільська́ ра́да — колишній орган місцевого самоврядування у Краснопільському районі Сумської області. Адміністративний центр — село Мала Рибиця.

## Загальні відомості
- Населення ради: 688 осіб (станом на 2001 рік)

## Населені пункти
Сільській раді підпорядковані населені пункти:
- с. Мала Рибиця
- с. Великий Прикіл

## Склад ради
Рада складалася з 12 депутатів та голови.
- Голова ради: Кочура Ольга Миколаївна
- Секретар ради: Лисенко Ольга Василівна

### Керівний склад попередніх скликань
| Прізвище, ім'я, по батькові | Основні відомості                                                                                          | Дата обрання | Дата звільнення |
| --------------------------- | --- | ------------ | --------------- |
| Кочура Ольга Миколаївна     | Сільський голова, 1976 року народження, освіта вища, член Соціал-демократичної партії України (об'єднаної) | 26.03.2006   | 31.10.2010      |
| Кочура Ольга Миколаївна     | Сільський голова, 1976 року народження, освіта вища, член Партії регіонів                                  | 31.10.2010   |                 |

Примітка: таблиця складена за даними сайту Верховної Ради України.

## Історія
Влітку 1877 року у вже неіснуючому селі Малий Прикіл відпочивав та працював над романом "Брати Карамазови" російський письменник Федір Достоєвський